# مضجع

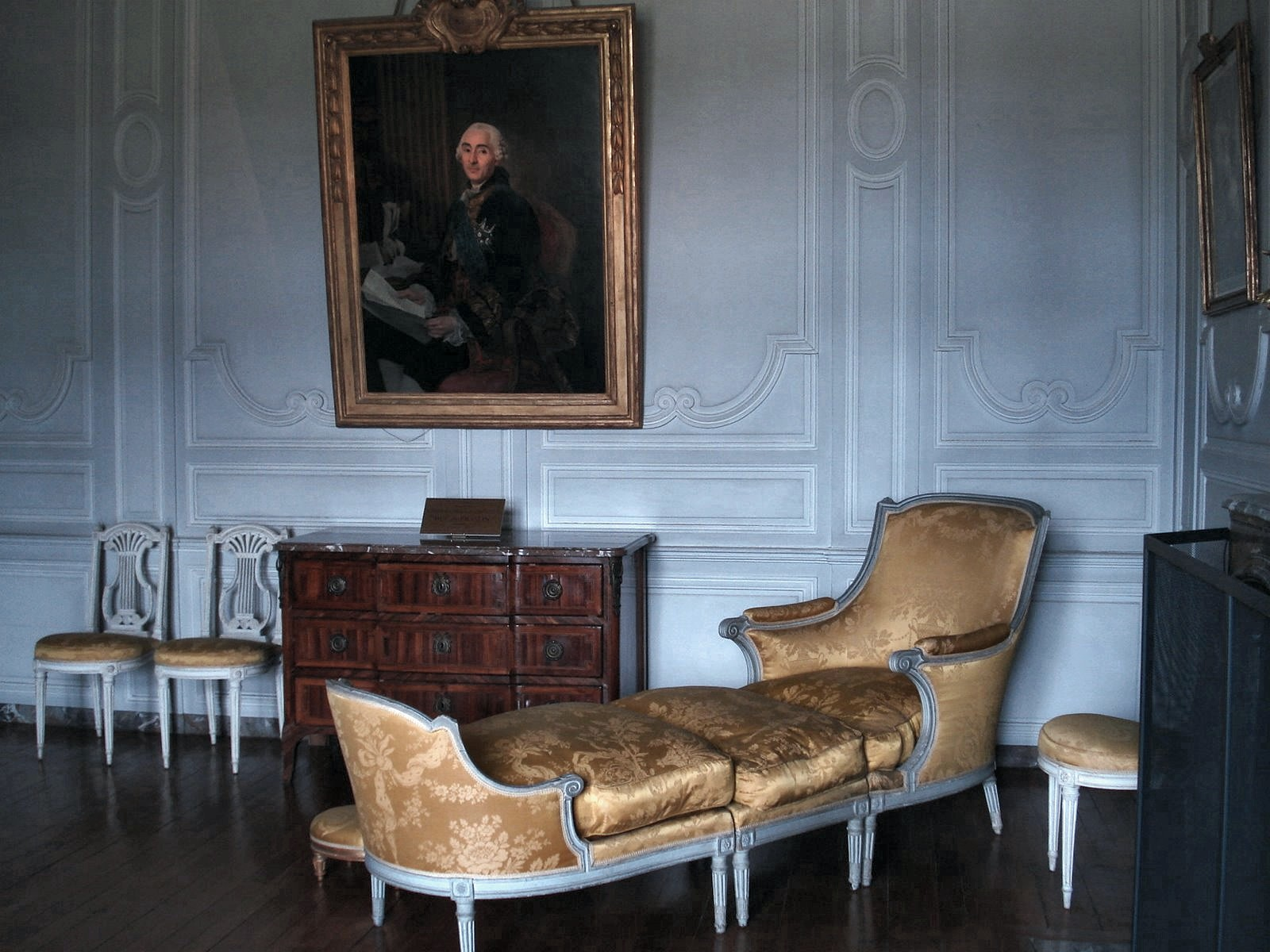
مضجع مقعد الدوقة.

المضجع (الجمع: مَضَاجِع) هو أريكة طويلة، تستعمل لغرض الاستلقاء والتمدد (كسرير) ذات مسند ظهر مرتفع وذات مسند ذراع أحيانًا.

## معرض صور

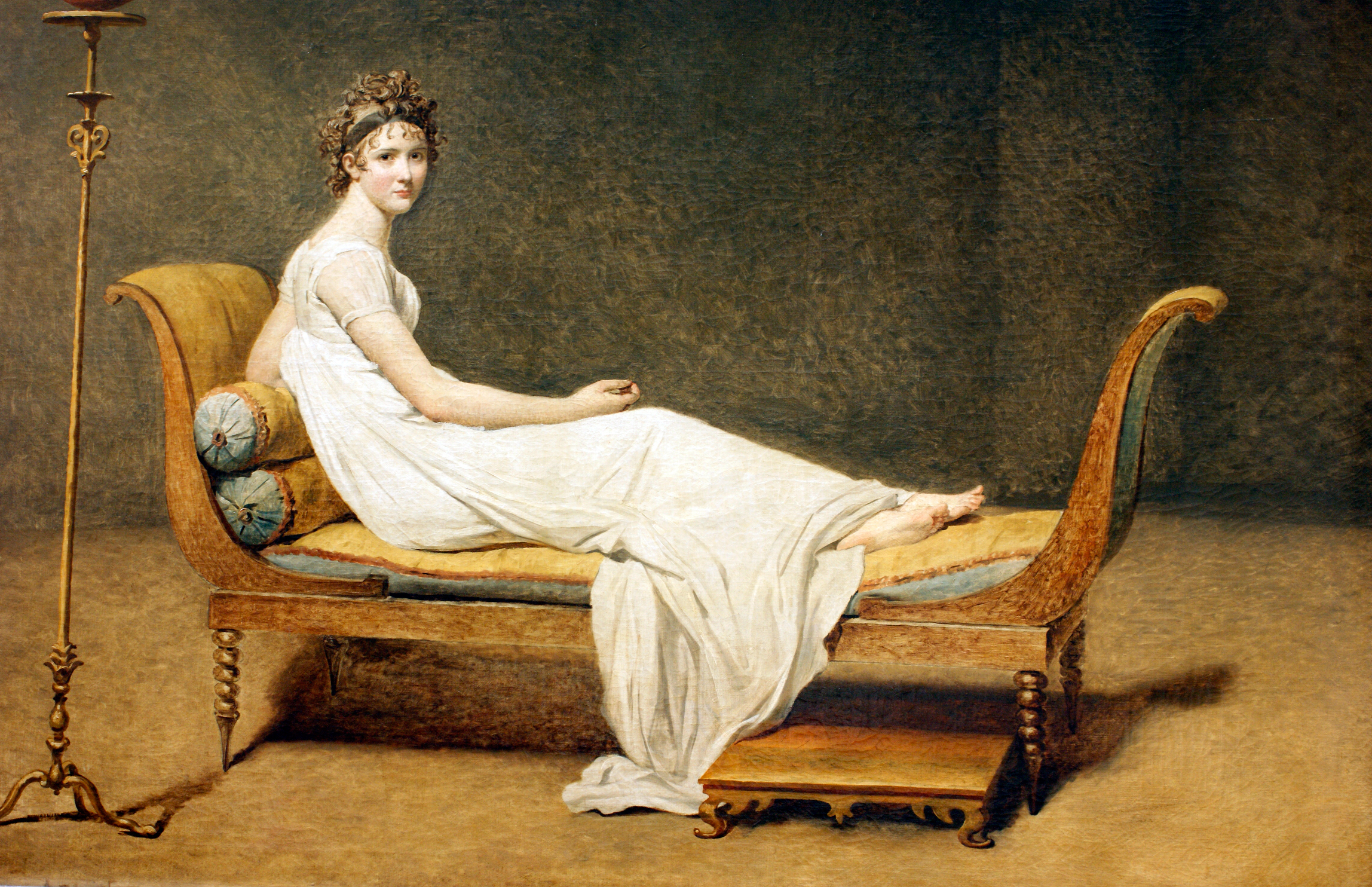
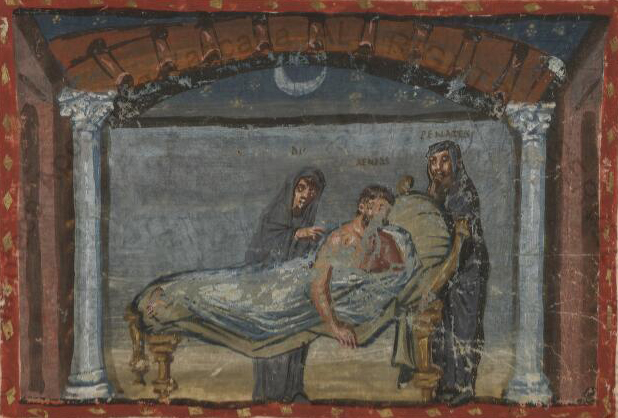
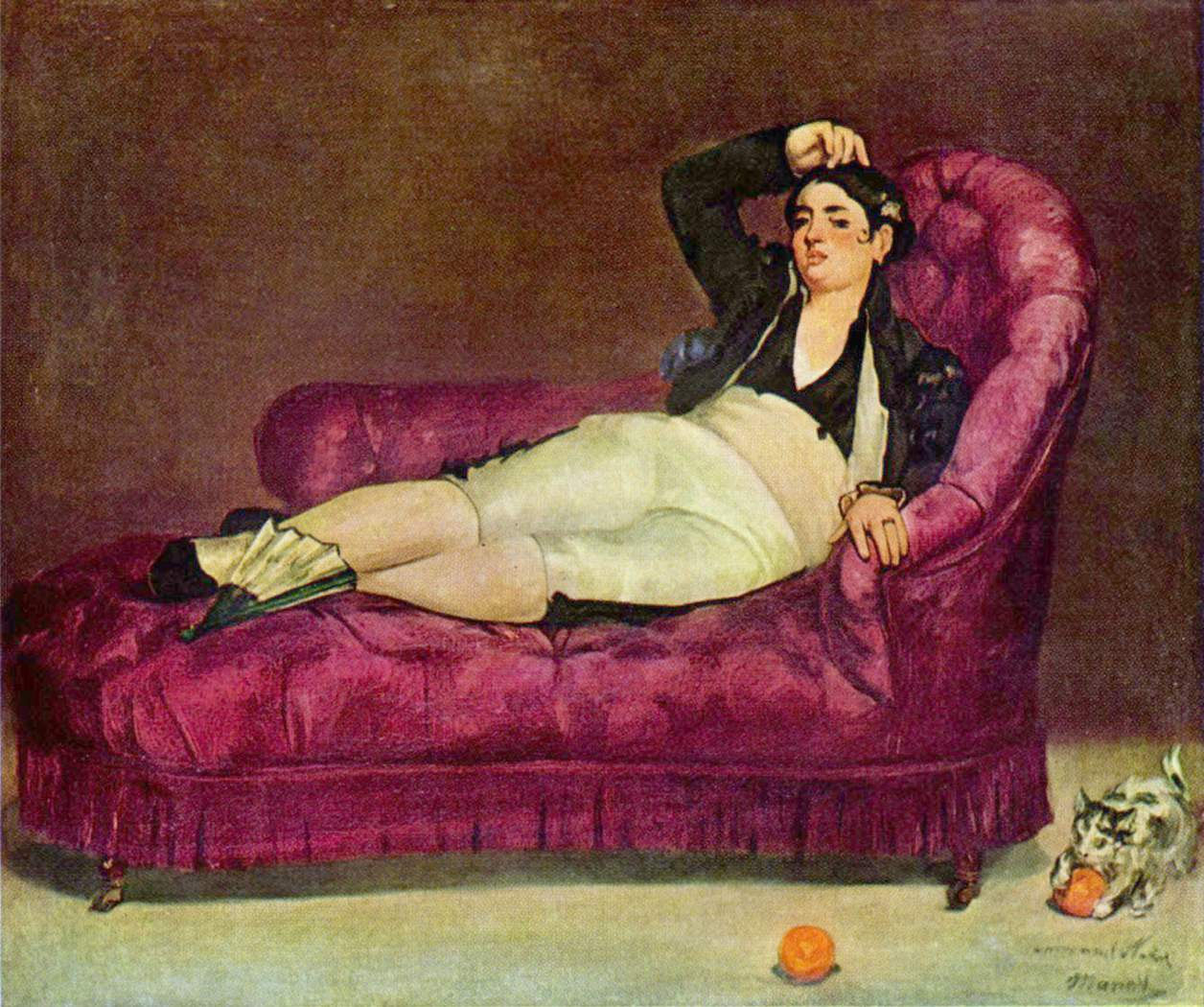